# Schoonhoven
Schoonhoven  è una località olandese situata nel comune di Krimpenerwaard, nella provincia dell'Olanda Meridionale. È stato un comune autonomo fino al 31 dicembre 2014.
È famosa per la produzione dell'argento ed è soprannominata "Zilverstad", appunto città dell'argento.